# هانس-میشائیل ریبرگ
هانس-میشائیل ریبرگ (آلمانی: Hans-Michael Rehberg; ۲ آوریل ۱۹۳۸ – ۷ نوامبر ۲۰۱۷) هنرپیشه اهل آلمان بود.
از فیلم‌ها یا برنامه‌های تلویزیونی که وی در آن نقش داشته‌است می‌توان به گوته جوان در عشق، فهرست شیندلر، رزا لوکزامبورگ، مرگ کسب‌وکار من است عزیزم، و دره تاریک اشاره کرد.